# 淺山金五郎
淺山 金五郎（あさやま きんごろう、1880年1月16日 - 1937年1月13日）は、日本の実業家、運搬業者、請負業者。昭和期の地下鉄御堂筋線建設などに従事した。

## 来歴・人物
1880年1月16日、石川県江沼郡我谷村（のち西谷村、現加賀市）の淺山金四郎の三男として生まれる。三男であったため、本家の家督は継がず（長男千太郎が家督を継ぐ）他の兄弟とともに大阪へ出て運送業を始める。『人事興信録』には1923年（大正12年）に三男金五郎が分家したと記載されている。これ以後の淺山家兄弟の動向に関しては、二男仁太郎は西野田今開町を拠点に土佐堀で回漕業（運搬船業）を起業し、五男定吉とともに海上運送業務に携わっていたが、東区北久宝寺の合資会社山口運送店設立の際に四百圓出資している。四男作蔵は善光寺白馬電鉄株式会社の取締役を務め、金五郎とともに西淀川区の合資会社山根工業社に多額の資金を出資しており、官報 1949年10月18日では、鐘淵紡績株式会社（現在のカネボウ）の株主として筆頭にその名前が載っている。作蔵はこれ以前の1919年（大正8年）に西区九条中通二丁目で淺山作蔵商店という古銅鐵及び銑鐵商を経営しているが、商売が成功するにしたがってその居所を、西区九条中通二丁目、此花区今開町一丁目、大正区泉尾浜通りへと移していることが確認できる。また、その兄弟と思われる輝治は作蔵と同様に鋼材を扱った淺山輝治商店を経営している。淺山家は大正期から昭和期にかけて運搬業、回漕業、鋼材商の分野で多くの実業家を輩出し、その蓄えた資金によって関係会社の株主として出資する姿がしばしば散見される。主に此花区福島周辺を基盤としていたことからこれらの兄弟は協力関係にあり、事業を拡大化させていったものと考えられる。
その後、金五郎は1912年（大正元年）に大阪市此花区上福島で淺山組を設立し、その傘下に多くの仲仕を抱えることによって運搬請負業を広く展開していった。当時の日本は第一次世界大戦後の大戦景気の真っ只中であったという社会的背景があり、特に近代都市化が急速に進められた大阪では、土木工事やこれに伴った運搬業の需要が高まった時期であったと考えられる。後の地下鉄御堂筋線建設の際には下請け業者として淺山組が従事している。さらに、1941年（昭和16年）には淺山組の本社地である此花区上福島三丁目に資本金拾萬九千圓で有限会社関西トラクターを設立し、代表取締役となっている。
『商工資産信用録』などによれば、金五郎の死後はその関係者によって事業は引き継がれ戦後においても一定期間活動していた様子が確認されており、重量運搬業の他に、荷造り業、機械解体業、据付、海陸運輸一式などを手掛けていた。
また、1929年（昭和4年）には陪審員に選出されており『大日本陪審記念録』では、その人柄について「同業者間ノ信望篤シ」と書かれている。
死後は故郷の石川県江沼郡我谷村にある淺山家の墓所に埋葬された。なお現在我谷村は我谷ダムの建設によって水没したため廃村となっているが、旧我谷村の住人は山中町へ移住した。
法名は釋永寂、享年57歳。

## 事件
1917年（大正6年）5月1日、午後3時から堺市大浜公園松波楼にて大阪市大工組合総会があり、十五、六名が階上で酒宴を開き、階下でも上福島の淺山組の仲仕十五、六名が酒宴を開いていた。大工組の一人が便所へ行き階下で仲仕と行き違いがあった。仲仕親方谷川鶴松は仲間を連れて階上へ上がり、大格闘となり重傷者二名を出した。

## 系譜・親戚
淺山家は近世以前、前田家家臣として加賀藩に仕えていたと伝わる。家紋は前田家と同じ丸に加賀梅鉢紋であるが、藩主と同紋を使用することが憚られていた加賀地域では梅鉢紋は珍しいという。『加賀市史』によれば、父の金四郎は勝光寺門徒として我谷等八ヶ村勝光寺門徒誓約書に署名している。また、元和年間の『加賀藩侍帳』には前田氏の祐筆を務め、石高五百石の御大小将であった淺山七兵衛尉祐俊が散見される（書札礼の相伝者であった淺山七兵衛が相伝した鞍作者名判が加越能文庫に所蔵されている）が、関係性は不明である。
| 曾祖父 | 淺山金四郎（初代） |
| 祖父   | 淺山淺與門         |
| 父     | 淺山金四郎         |

義甥の父は、石川県江沼郡西谷村長元祐二太郎である。